# Mato Neretljak
Mato Neretljak (* 3. Juni 1979 in Orašje, SR Bosnien und Herzegowina, SFR Jugoslawien) ist ein ehemaliger kroatischer Fußballspieler und heutiger -trainer.

## Als Spieler

### Verein
Von seinem Heimatverein HNK Orašje wechselte der Abwehrspieler im Sommer 2000 in die erste kroatische Liga zu NK Osijek. Von 2002 bis Januar 2006 spielte er für Hajduk Split und wurde dort zweimal kroatischer Meister sowie einmal Pokalsieger.
Anfang 2006 wechselte er nach Südkorea zu Suwon Samsung Bluewings und wurde dort 2008 Meister. Von 2009 bis 2010 spielte er in Japan für Ōmiya Ardija, 2011 kehrte er zu den Suwon Bluewings zurück. Ab Januar 2012 war Neretljak wieder für Hajduk Split aktiv.
Im folgenden Sommer wechselte er weiter zu HNK Rijeka und wurde von dort die komplette Saison 2013/14 an NK Zadar verliehen. Nach seiner Rückkehr beendete Neretljak dann seine aktive Karriere.

## Nationalmannschaft
Für die Nationalmannschaft Kroatiens debütierte er am 25. April 2001 gegen Griechenland. In insgesamt zehn A-Länderspielen erzielte er ein Tor (gegen Deutschland am 18. Februar 2004) und war Teilnehmer an der Europameisterschaft 2004 in Portugal.

## Als Trainer
Ab 2015 trainierte Neretljak die Vereine HNK Orašje, NK Metalleghe-BSI, NK GOŠK Gabela und zuletzt NK Zvijezda Gradačac. Seit 2019 ist er parallel  dazu Co-Trainer der kroatischen U-20-Auswahl unter Ognjen Vukojević.